# Гаспар Теодор Ињас де ла Фонтен
Гаспар Теодор Ињас де ла Фонтен (фр. Gaspard-Théodore-Ignace de La Fontaine; Луксембург, 6. јануар 1797 — Луксембург, 11. фебруар 1871) био је луксембуршки политичар и судија. 
Био је први премијер Луксембурга а на овој дужности је провео 4 месеца од 2. августа 1848. до 6. децембра исте године. 
Његов трећи син Едмонд познатији по свом надимку Дикс постао је луксембуршки национални песник и један од очева луксембуршке литературе. 